# 장암 무풍군 이총 사우 및 유물 일괄
장암 무풍군 이총 사우 및 유물 일괄은 충청남도 부여군 장암면 정암리에 있다. 2018년 10월 31일 부여군의 향토문화유산 제140호로 지정되었다.

## 지정 사유
무풍군 이총은 조선 태종의 증손으로 조선 전기 4대학파 가운데 청담파의 지도적 인물이라 할 수 있다. 1504년 갑자사화 때 사형을 당한 후 중종때 신원되어 여러 차례 증직, 증시되었는데, 그와 관련된 유물들이 현재 무풍군 이총 사우에 잘 보존되어 있다.
무풍군 이총을 모신 사우 내에는 사당을 비롯하여 재실, 정려, 삼문 등이 위치하고 있으며, 무풍군 이총과 관련된 유물은 기록 자료들로서 교지(4점)와 정려현판(3점), 그리고 무풍군 이총이 직접 썼다고 하는 간찰 1점이 있다. 이 중 교지나 간찰 등 고문서의 경우 최소 1백여년에서 최대 550년까지 연대가 추정되고 있는 진품으로서 그 역사적, 문화재적 가치가 매우 높을 것으로 판단되고 있다.